# Jens Holmström
Jens Holmström, född 9 mars 1991, är en professionell ishockeyspelare som spelar för HC Vita Hästen i Hockeyallsvenskan. Med sina 10 år inom professionell ishockey är Holmström en av Hockeyallsvenskans mest rutinerade spelare. Han är också en strategiskt smart spelare med god förmåga att sätta upp spel och vara på rätt plats vid rätt tillfälle.